# Giovanni Diodati
Giovanni Diodati (3. června 1576 Ženeva – 3. října 1649 tamtéž) byl italský teolog a překladatel protestantského vyznání. Jeho nejvýznamnějším dílem je první překlad bible z původních jazyků do italštiny.
Pocházel ze šlechtické rodiny z Luccy konvertované ke kalvinismu a přestože byl celý jeho život spjatý se švýcarskou Ženevou, považoval se příslušníka tohoto italského města. Působil na univerzitě v Ženevě, kde byl nejdříve profesorem hebrejštiny a v letech 1606–1645 profesorem teologie. Vystřídal na tomto místě Teodora Bezu, který byl sám následníkem Jana Kalvína.
Diodatiho překlad bible do italštiny (Bibbia Diodati) vyšel poprvé 1607 v Ženevě, od té doby prošel několika revizemi, poslední v roce 1999. Kromě toho Diodati také započal překlad bible do francouzštiny, který vyšel 1644.